# William Kirby (écrivain)
Pour les articles homonymes, voir Kirby et William Kirby.
William Kirby, né le 13 octobre 1817 et mort le 23 juin 1906, est un écrivain, un journaliste et un homme politique canadien. Son œuvre majeure est Le Chien d'or, roman historique.

## Biographie
Né à Kingston-upon-Hull, il immigra aux États-Unis avec sa famille à l'âge de quinze ans. Il déménage au Canada en 1838, arrivant à Niagara-sur-le-Lac après un court séjour à Montréal.
Après avoir travaillé dans la tannerie de John D. Servos
, il fut brièvement instituteur dans une école, puis il épousa Eliza Magdalene Whitmore en 1847.
En 1850, il devient l'éditeur principal du Niagara Mail, poste qu'il garde jusque vers 1863, lorsqu'il fait de la politique à Niagara et appuie le parti de John A. Macdonald. Il exerce diverses fonctions et défend de son mieux les traditions britanniques au Canada.
Par ailleurs, il est l'auteur des Mémoires de la famille Servos, des Idylles canadiennes, des Annales du Niagara ainsi que de nombreuses monographies.

### Études sur William Kirby et ses œuvres
- (fr) Besner, Neil. « The Golden Dog (Le Chien d'Or), A Legend of Quebec », dans L'Encyclopédie canadienne [en ligne].
- (fr) Edwards, Mary Jane. « William Kirby », dans Dictionnaire biographique du Canada [en ligne].
- Laurentiana. (Compte rendu du Chien d'or)

### Œuvres disponibles en ligne
- (en) Kirby, William. The Chien d'Or / The Golden Dog : A Legend of Quebec. New York & Montréal : Lovell, Adam, Wesson & Company, 1877. (édition originale anglaise)
- (en) Kirby, William. The Golden Dog, édition du Projet Gutenberg
- (fr) Kirby, William. (trad. française Pamphile LeMay). Le Chien d’or : légende canadienne. Montréal : Imprimerie de L’Étendard, 1884, tome 1 et tome 2 (original numérisé, mode image). 
  - Autre édition électronique [PDF] : tome 1 (1 301 ko) et tome 2 (904 ko)